# Orden de San Juan (Bailiazgo de Brandeburgo)

Emblema de la Orden.

La Orden de San Juan (en alemán Der Johanniterorden), o su nombre completo Bailío de Brandeburgo de la Orden de Caballería de San Juan del Hospital en Jerusalén (en alemán Balley Brandenburg des Ritterlichen Ordens Sankt Johannis vom Spital zu Jerusalem) es la rama alemana y protestante de la Orden de Malta, que es la orden de caballería más antigua del mundo que se conserva , que se fundó, probablemente, en Jerusalén en el año 1099. 

## Historia

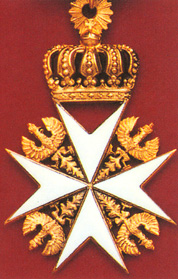
Cruz (condecoración de collar) de un Rechtsritter ("caballero en grado de justicia") de la Orden.

El jefe actual de la Orden es su trigesimoséptimo Herrenmeister ("Señor de los Caballeros", como gran maestre), S.A.R. Oskar, Príncipe de Prusia (nacido en 1959, es bisnieto del último emperador alemán, Guillermo II). Cada caballero de la Orden, unos cuatro mil varones en total, es Rechtsritter ("Caballero de Justicia", el grado más alto) o Ehrenritter ("Caballero de Honor"). No se puede solicitar la admisión en la Orden; sólo se ingresa por invitación. Hay diecisiete encomiendas en Alemania, y una en cada uno de estos cinco países: Austria, Finlandia, Francia, Hungría y Suiza; además, existe una encomienda general (con subencomiendas en Australia, Bélgica, Canadá, Colombia, Estados Unidos, Namibia, Sudáfrica y Venezuela).
Junto con la Johanniter Orde in Nederland ("Orden de San Juan en los Países Bajos", cuyo Comendador de Honor es el soberano de los Países Bajos), la Most Venerable Order of the Hospital of Saint John of Jerusalem ("Muy Venerable Orden del Hospital de San Juan en Jerusalén", de la cual es Jefa Soberana la reina de Inglaterra), la Johanniterorden i Sverige ("Orden de San Juan en Suecia", cuyo Alto Protector es el rey sueco) y la Soberana y Militar Orden de Malta (la "SMOM"), el Bailío de Brandeburgo de la Orden de Caballería de San Juan del Hospital en Jerusalén forma parte de la Alianza Caballeresca de las Órdenes de San Juan. Son estas cinco las herederas legítimas de los Caballeros Hospitalarios. Otras "órdenes" que se llaman "de San Juan" son imitaciones, y la Alianza y la SMOM juntas tienen una Comisión sobre Órdenes de San Juan que las descubre y denuncia.
El Bailío de Brandeburgo de la Orden de Caballería de San Juan del Hospital en Jerusalén y sus órdenes afiliadas en los Países Bajos y Suecia (separadas de aquella en 1946, tras la Segunda Guerra Mundial) son cristianas protestantes. La SMOM, con sede en Roma, es la parte católica de la antigua Orden de San Juan. La Muy Venerable Orden del Hospital de San Juan en Jerusalén, la parte inglesa medieval de la antigua Orden de San Juan, se constituyó como anglicana cuando se formó en el siglo XIX, pero después se abrió a varones y mujeres de cualquiera confesión.

## Lista de losHerrenmeister[3]
- 1323-1336: Gebhard von Bortefelde (praeceptor generalis), considerado primer Herrenmeister

- 1341-1371: Hermann von Wereberge

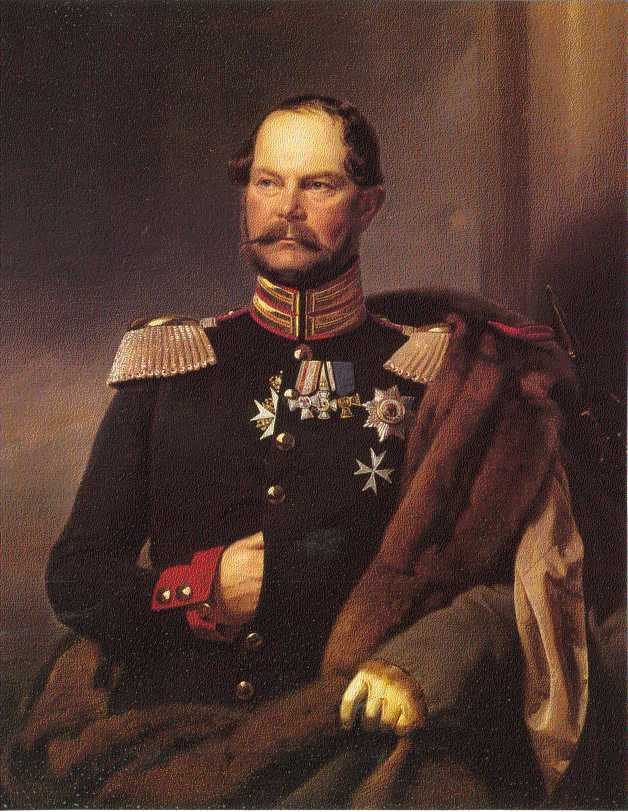
Carlos de Prusia con cruces del Herrenmeister ("gran maestre") de la Orden.

- 1371-1397: Bernhard von der Schulenburg
- 1397-1399: Detlev von Walmede
- 1399-1418: Reimar von Güntersberg
- 1419-1426: Busso von Alvensleben
- 1426-1437: Balthasar von Schlieben
- 1437-1459: Nicolaus von Thierbach
- 1459-1460: Heinrich von Redern
- 1460-1471: Liborius von Schlieben
- 1471-1474: Kaspar von Güntersberg
- 1474-1491: Richard von der Schulenburg
- 1491-1526: Georg von Schlabrendorff
- 1527-1544: Veit von Thümen
- 1544-1545: Joachim von Arnim
- 1545-1564: Thomas von Runge
- 1564-1569: Franz Neumann
- 1569-1609: Martin, conde de Hohenstein
- 1610-1611: Friedrich, Margrave de Brandeburgo
- 1611-1613: Ernst, Markgrave de Brandeburgo
- 1614-1615: Georg Albrecht, Markgrave de Brandeburgo
- 1616-1624: Johann Georg, Markgrave de Brandeburgo
- 1624-1625: Joachim Sigismund, Markgrave de Brandeburgo
- 1625-1641: Adam, conde de Schwarzenberg
- 1652-1679: Juan Mauricio de Nassau, Príncipe de Nassau-Siegen
- 1689-1692: Jorge Federico de Waldeck, Príncipe de Waldeck, conde de Pyrmont
- 1693-1695: Carlos Felipe de Brandeburgo, Margrave de Brandeburgo-Schwedt
- 1696-1731: Albrecht Friedrich, Príncipe de Prusia, Margrave de Brandeburgo
- 1731-1762: Karl, Príncipe de Prusia, Margrave de Brandeburgo
- 1762-1812: Augusto Fernando de Prusia, Príncipe de Prusia
- 1853-1883: Carlos de Prusia, Príncipe de Prusia
- 1883-1906: Albrecht, Príncipe de Prusia
- 1907-1926: Eitel Federico de Prusia, Príncipe de Prusia
- 1927-1958: Oscar de Prusia, Príncipe de Prusia
- 1958-1999: Guillermo Carlos de Prusia, Príncipe de Prusia
- De 1999: Oskar, Príncipe de Prusia

## Otros caballeros destacados

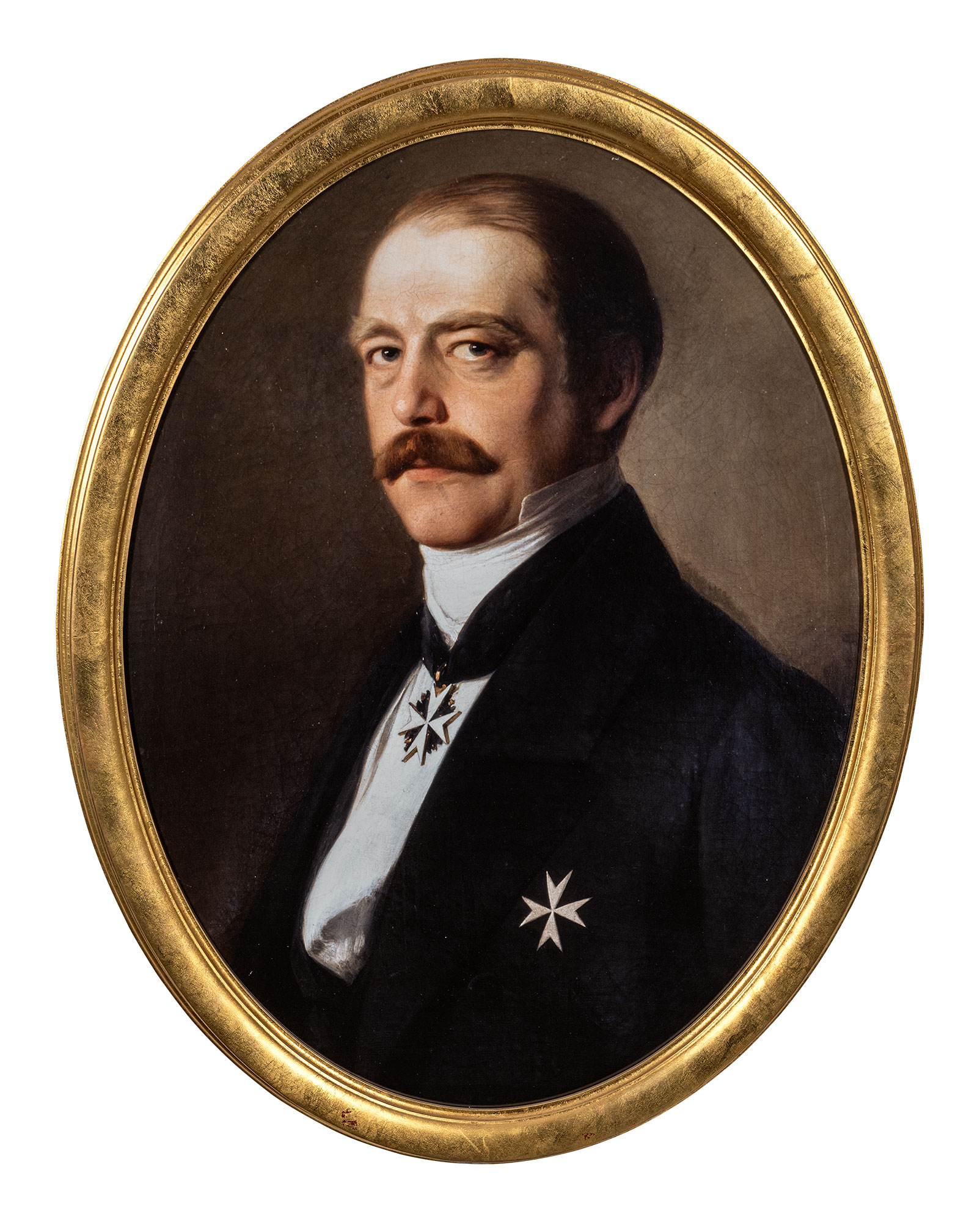
Otto von Bismarck llevaba cruces de un Ehrenritter ("caballero en grado de honor") de la Orden.

- Udo Gebhard Ferdinand von Alvensleben
- Otto Eduard Leopold von Bismarck-Schönhausen, Herzog zu Lauenburg ("Duque en Lauenburg"), Canciller de Alemania
- Hans Albrecht von Boddien
- Mariscal de Campo Walther Heinrich Alfred Hermann von Brauchitsch, comandante del Alto Mando del Ejército alemán
- Magnus Alexander Maximilian Freiherr von Braun, político alemán y padre del ingeniero aeroespacial alemán Wernher Magnus Maximilian Freiherr von Braun
- Bernhard Heinrich Martin Karl Fürst von Bülow, Canciller de Alemania
- Axel Freiherr ("Barón") von dem Bussche-Streithorst
- Coronel General Werner Thomas Ludwig Freiherr von Fritsch, comandante del Alto Mando del Ejército alemán
- Albrecht von Hagen
- Rudolf Christoph Freiherr von Gersdorff
- Coronel General Kurt Gebhard Adolf Philipp Freiherr von Hammerstein-Equord
- Carl Hans Graf ("Conde") von Hardenberg
- Ulrich von Hassell
- Mariscal de Campo Paul Ludwig Hans Anton von Beneckendorff und von Hindenburg, Presidente de Alemania
- Ewald von Kleist-Schmenzin
- Ewald-Heinrich von Kleist-Schmenzin
- Fritz von der Lancken
- Wilhelm Friedrich Graf zu Lynar
- Adolf Friedrich V, Großherzog von Mecklenburg ("Gran duque de Mecklemburgo")
- Mariscal de Campo Helmuth Karl Bernhard Graf von Moltke
- Malte, Fürst von und zu Putbus
- Friedrich von Rabenau
- Hans von Ribbeck
- Teniente general Albrecht Theodor Emil Graf von Roon, primer ministro de Prusia
- Adolf Friedrich von Schack
- Adolf Friedrich Graf von Schack
- Fabian von Schlabrendorff
- General Kurt von Schleicher, Canciller de Alemania
- Friedrich-Werner Graf von der Schulenburg
- Ulrich Wilhelm Graf Schwerin von Schwanenfeld
- Teniente general Hans Graf von Sponeck
- Erwin von Witzleben